# いのちのとりで裁判
いのちのとりで裁判（いのちのとりでさいばん）とは、2013年（平成25年）8月から順次開始された生活保護生活扶助基準引下げに対して、国は取り消すよう被保護者が全国各地で起こした裁判群の通称である。

## 概要
元・朝日新聞記者でフリー記者の阿久沢悦子によると、2011年（平成23年）に生活保護の被保護者が過去最多になったとの報道が引き金になったという。
2012年（平成24年）3月、当時野党だった自由民主党に「生活保護に関するプロジェクトチーム」（座長：世耕弘成）が設置され、生活保護基準の引き下げや不正受給対策の厳格化を提言した。同時期に芸能人の母が生活保護制度を利用していて、適正な利用だったが、あたかも不正受給であるかのようなバッシングが巻き起こった。
同年12月16日の第46回衆議院議員総選挙で自由民主党が「生活保護基準の10%引き下げ」などを選挙公約に掲げて選挙戦を戦った結果、政権復帰を果たした。
その後、2013年（平成25年）1月にとりまとめられた「社会保障審議会生活保護基準部会における検証結果や物価の動向を勘案する」という考え方に基づき、必要な適正化を図るため見直しが行われた。生活保護費のうち、主に生活扶助の食費・被服費等、光熱費・家具什器等に充てる生活扶助基準を減額することを決定した。2013年（平成25年）8月から順次開始され、約3年かけて、2012年度ベースに対して基準生活費の平均6.5%、最大10％を減額、削減を実施した。
厚生労働省は与党・自由民主党の要求「10%」に対して「平均6.5％」と、引き下げ割合を縮小させることに成功した。しかし、フリーランスライターの、みわよしこは「低所得層にとっての『平均6.5％』は、まさしく生存を削る重みがある。厚労省に感謝はできない」と語る。
生活保護法制定以来、生活扶助が引き下げられたのは、2003年度及び2004年度で、その率もそれぞれ0.9％、0.2％。今回は前例のない大幅引下げだった。2014年（平成26年）以降、全国各地の1,000名を超える被保護者が、日本国憲法第25条が保障する生存権の侵害ではないかと裁判を起こした。
引き下げの原因は2012年（平成24年）12月26日に成立した第2次安倍内閣による同年の第46回衆議院議員総選挙における「生活保護費の1割カット」の公約の強行である。その引き下げの主な根拠とされたのは、2008年（平成20年）から2011年（平成23年）にかけて4.78％も物価が下落しているとする「デフレ調整」であったが、この「デフレ調整」は専門家部会の審議を経ずに、部会の報告書が発表された後に厚生労働省の事務方が独自に開発した物価指標を用いて実施したものだった。

## 訴訟
受給者は経済的に余裕がなく、弁護士の多くは持ち出しで請け負っている。原告側が、複雑で巧妙な統計操作のカラクリを解明し、裁判所に対し説得力を持って説明できるようになるまでには、膨大な時間と労力を要した。
被保護者等に対するバッシング
世間のではこの裁判の報道がなされるたびに、一部で「（被保護者は）裁判する暇があるなら働け」といった批判の声が起こった。行政書士の三木ひとみは「憲法はすべての人に『裁判を受ける権利』を保障している（日本国憲法第23条）」と語る。
判決文のコピペ疑惑
2021年（令和3年）12月に信濃毎日新聞が、原告側敗訴とした3件の判決文が酷似しているとして、コピー・アンド・ペースト（コピペ）の疑いがあると指摘した。福岡地方裁判所の判決文を京都地方裁判所と金沢地方裁判所が使い回した疑惑があるという。いずれも「NHK受信料」を「NHK受診料」と誤記しており、誤記を含む文章もほぼ同じだったことからである。

## 判決
2025年（令和7年）6月27日、最高裁判所で「生活保護費の減額は違法」との判決が出された。しかし1,027人だった原告うち、およそ2割の232人が他界していた。

## 判決後
東京新聞によると、最高裁判所の判決から10日が過ぎても、政府は依然として生活保護の被保護者に謝罪せず、違法減額された分の保護費をどう支払うか明らかにしなかった。厚生労働大臣の福岡資麿は判決後に謝罪せず、専門家審議会を設置して今後の方針を検討すると表明した。本訴訟の原告たちは2025年（令和7年）7月7日、厚生労働省に「謝罪と専門家審議会の設置方針の撤回、違法と指摘された保護費の差額分をさかのぼって支払うこと」を求めたものの、対応したのは大臣や副大臣、政務官を務めている国会議員でなく省職員だった。
同年7月20日に第27回参議院議員通常選挙が行われたが歴史的な判決が出た直後だというのに、7月8日時点の状況だが、自民、立憲、公明、維新、国民民主、共産、れいわ、社民、参政、保守各党は沈黙していた。